# 刘德有
刘德有（1931年7月—），男，辽宁大连人，中华人民共和国记者、政治人物。

## 生平
1950年代中叶到1960年代中叶，常为毛泽东、周恩来、陈毅、王震、郭沫若等领导人会见外宾或举行会谈时担任口译。1956年中国共产党第八次全国代表大会上，担任同声传译工作。还曾分别随郭沫若、王震、巴金率领的代表团访问日本。
刘德有曾在《人民中国》杂志社工作。1964年4月，日本松村谦三第三次访华，互换了《廖承志办事处和高碕办事处关于互派代表并互设联络事务所会谈纪要》、《廖承志办事处和高碕办事处关于中日双方互换新闻记者的会谈纪要》，此后中日双方互换新闻记者。1964年，刘德有作为《光明日报》记者，成为中方首批派驻日本的记者之一。1964年9月至1974年6月，任《光明日报》首任驻东京记者。1972年6月至1978年6月，任新华社东京分社首席记者。
后来，他担任中华日本学会会长、中华人民共和国文化部副部长、中华文化联谊会会长。此后还曾任北京中日新闻事业促进会顾问、中国中日关系史学会名誉会长。